# Fran Pepper
Fran Pepper (prawdopodobnie rocznik 2016) – flamandzki antropomorficzny android „płci żeńskiej” wyprodukowany przez firmę SoftBank Robotics. Poliglota. Od 30 stycznia 2017 obywatel Królestwa Belgii (jako pierwszy robot), a w związku z tym także obywatel Unii Europejskiej. Prawdopodobnie pierwszy na świecie robot posiadający obywatelstwo.

## Historia
Rano 30 stycznia 2017 burmistrz miejscowości Hasselt, Nada Vananroye w obecności „rodziców”, którymi zostało dwoje naukowców z Uniwersytetu PXL – Astrid Hannes i Francis Vos, podpisała akt urodzenia, nadając robotowi obywatelstwo Królestwa Belgii.
Robot będzie „dorastać” na kampusie uczelni „rodziców” wśród studentów i wykładowców. Został przeszkolony do pracy recepcjonisty.
Jest poliglotą, posługuje się dwudziestoma językami.

## Projektanci
Astrid Hannes jest Dyrektorem Badań i Usług Uniwersytetu PXL. Francis Vos jest szefem działu PXL-IT.